# Angela Salafia
Pour le chimiste et embaumeur italien, voir Alfredo Salafia.
Angela Salafia, née le 12 février 1979 à Naples (Italie), est une avocate et femme politique italienne.

## Biographie
Angela Salafia naît le 12 février 1979 à Naples.
D’abord investie par le Mouvement 5 étoiles en quatrième position dans la circonscription Latium 3 lors des élections générales de 2018, elle est réinvestie en troisième position dans la circonscription Latium 2 en remplacement de Vittoria Baldino fin janvier, et est élue députée en mars,.